# Kreppeberg 2

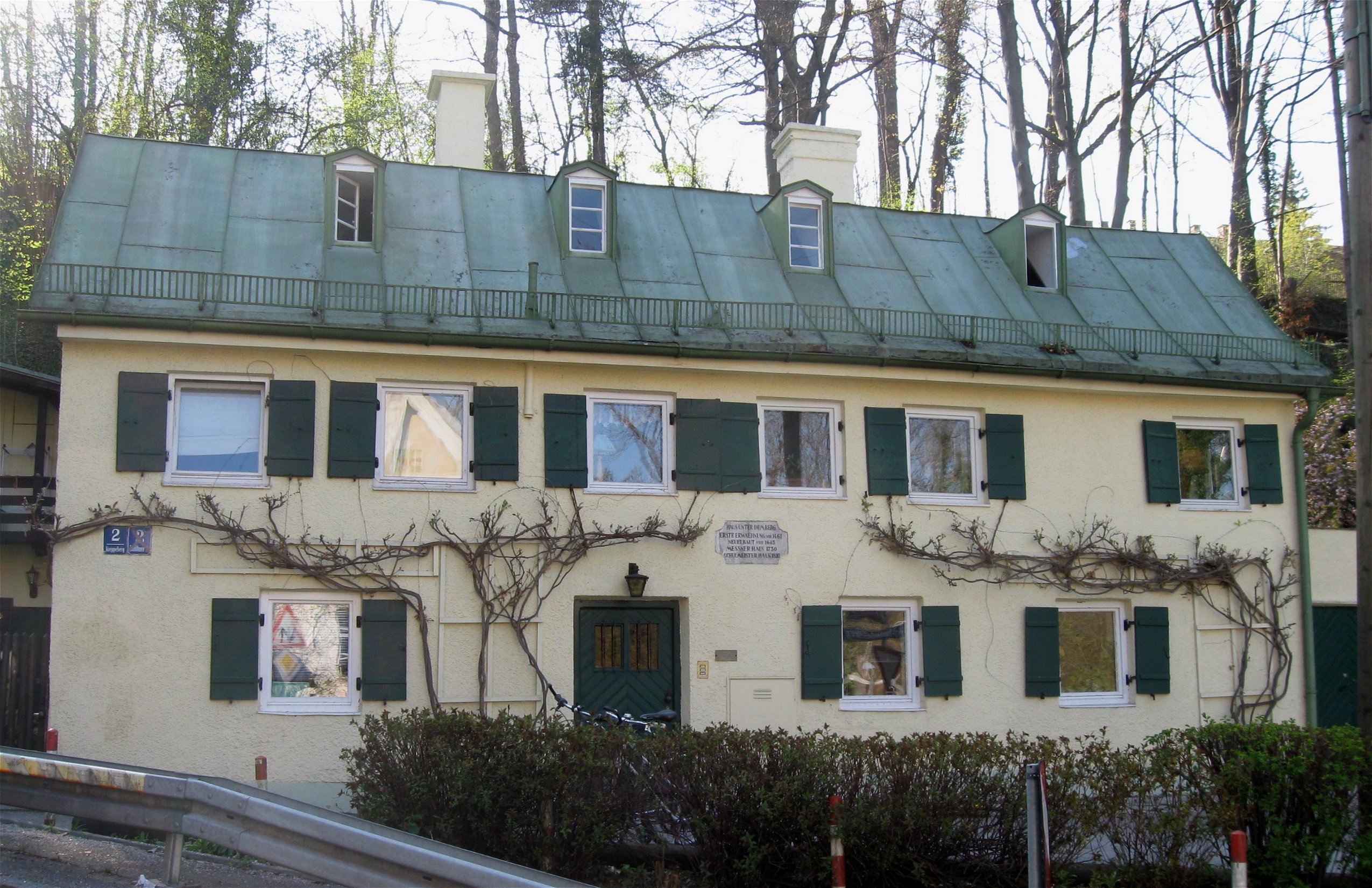
Kreppeberg 2

Das Haus Kreppeberg 2 ist ein Wohngebäude in München. Das Gebäude ist als Baudenkmal in die Bayerische Denkmalliste eingetragen.

## Lage
Das Haus liegt im zu Thalkirchen gehörenden Ortsteil Maria Einsiedel am Fuß des Isarhangs an der von der Wolfratshauser Straße (B 11) herabführenden Straße Kreppeberg. Auf der anderen Straßenseite an der Ecke zur Benediktbeuerer Straße liegt das Asam-Schlössl.

## Geschichte
Laut einer Steintafel am Haus selber soll das „Haus unter dem Berg“ schon vor 1461 bestanden haben und 1645 neu errichtet worden sein. Es wurde zu einem der Nebengebäude des 1687 errichteten Landsitzes, der 1724 von Cosmas Damian Asam erworben und zum Asam-Schlössl umgebaut wurde. Nach der Fertigstellung einer Kapelle auf dem Gelände des Landsitzes 1730 diente es als Mesnerhaus. Nach der Säkularisation in Bayern wurde es ab 1810 als Schulmeisterhaus genutzt.

## Architektur

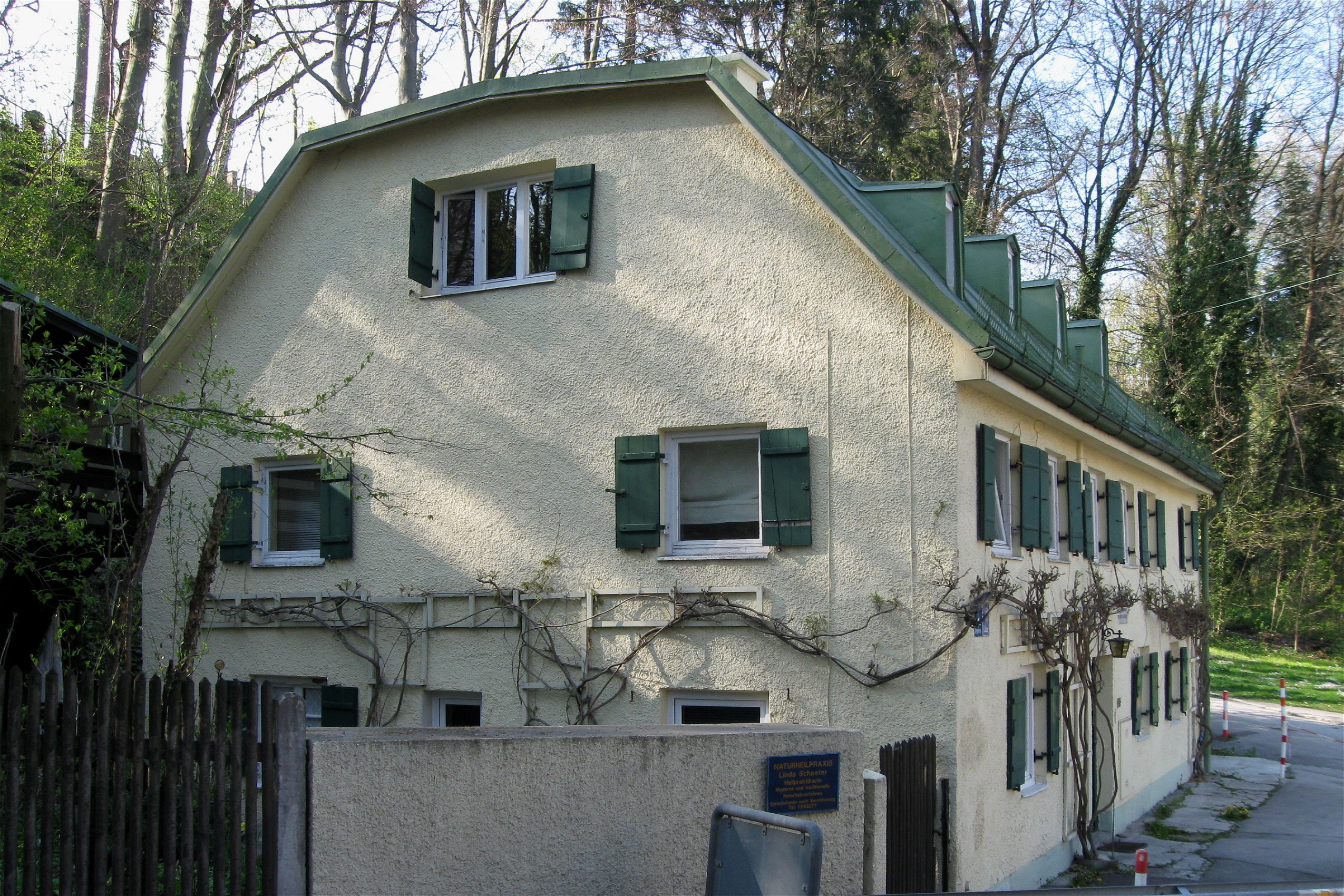
Südseite

Das bestehende Gebäude stammt im Kern aus dem 18. Jahrhundert. Es ist ein zweigeschossiger Bau mit einer Grundfläche von etwa 12,5 × 8 Metern und trägt ein abgestumpftes Blech-Satteldach mit hohen Gauben. Das Haus ist das einzige erhaltene Nebengebäude des ehemaligen Landsitzes.